# المجلس التشريعي في قشتالة وليون
المجلس التشريعي في قشتالة وليون (بالإنجليزية: Cortes of Castile and León)‏ أو كورتيز قشتالة وليون (بالإسبانية: Cortes de Castilla y León) هو المجلس التشريعي المنتخب من مجلس واحد لمجتمع قشتالة وليون المتمتع بالحكم الذاتي.

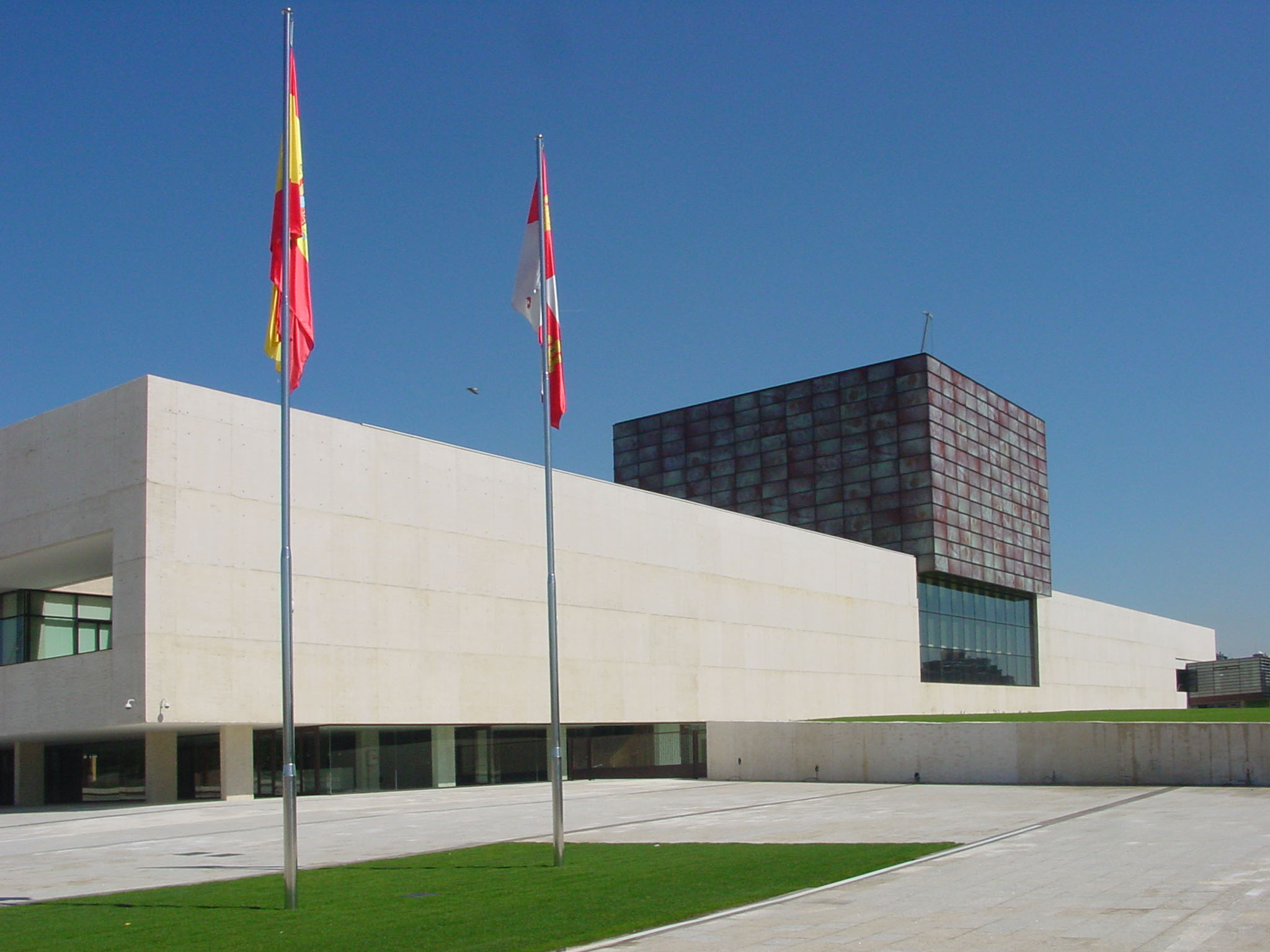
الشكل الخارجي لمبنى كورتيس الجديد، الذي افتُتح في عام 2007، في بلد الوليد.

يعود تقليد المجلس الإقليمي إلى المجلس الملكي (باللاتينية: Curia Regis) في ليون (1188). ويبدو أن ميثاق المجلس الملكي كان يمثل خطوة مبكرة نحو حكم القانون الدستوري، مثل الوثيقة العظمى Magna Carta. يقع مقر كورتيس قشتالة وليون في مدينة بلد الوليد.